# Josef Marek (politik KSČ)
Josef Marek byl český a československý politik Komunistické strany Československa a poúnorový poslanec Národního shromáždění ČSSR.

## Biografie
Ve volbách v roce 1960 byl zvolen za Severomoravský kraj jako poslanec KSČ. V parlamentu setrval až do konce funkčního období, tedy do voleb roku 1964.